# 熊谷真実
熊谷 真実（くまがい まみ、1960年〈昭和35年〉3月10日 - ）は、東京都出身の女優。東京都杉並区高円寺出身。静岡県浜松市在住。石井ふく子プロデュース作品に起用されることが多く、いわゆる「石井組（ファミリー）」の1人に数えられる。

## 来歴
武蔵野市吉祥寺で生まれた後、子供時代を杉並区高円寺、阿佐谷で育った。このため媒体によって「高円寺出身」や「吉祥寺出身」とする場合がある。
杉並区立杉並第四小学校から東京文化中学・高校卒業。日本女子体育短期大学体育科舞踊専攻に入学したが、すぐ舞台デビュー（下記）となり短大を中途退学している。
1978年、つかこうへい構成・演出、パルコ製作のロックオペラ『サロメ』のオーディションに合格し、芸能界入りする。同年、千葉真一主演のテレビドラマ『十字路 第二部』の第3話「南国高知編 結婚しない男と結婚しない女」でドラマデビュー。1979年、『俺たちの交響楽』でスクリーンデビュー。
1979年度前期のNHK連続テレビ小説『マー姉ちゃん』で主演し、翌1980年のエランドール賞新人賞を受賞。
1980年、劇作家のつかこうへいと結婚したが1982年に離婚。
2012年11月13日に静岡県出身の18歳年下の書道家・中沢希水と再婚。　　　　　　　　
2015年こまつ座公演『マンザナ、わが町』におけるオトメ天津の演技に対して、第50回紀伊國屋演劇賞個人賞および読売演劇賞優秀賞を受賞。
2017年、 福岡県そえだ観光大使就任。2018年、埼玉県寄居町ふるさと大使就任。
2020年8月19日に、浜松市役所で転入手続きを行って移住。同年12月10日に浜松市やらまいか大使に委嘱された。東京を離れたのを機にその後Youtubeやインスタグラムを使って動画配信を開始。
2021年3月25日に中沢と離婚したが、そのまま浜松で暮らしながら芸能の仕事の際に上京する生活を続けている。同年6月、静岡県観光プロモーション 観光PRメッセンジャー就任。
2022年4月、自身がボーカルを務める浜松のアマチュアバンド「マミーズ」を結成。その後バンド名を「マミーズビスケット」に改名した。
2024年4月1日、自身のInstagramにて13年在籍した芸能事務所「アワーソングスクリエイティブ」を退社したことを発表。併せて、2023年春に8歳年下の会社経営者の男性との3度目の結婚をしたことを報告した。同年8月発売の雑誌インタビュー記事で、過去に10年間洗脳状態にあったことを公表（後述）。

## エピソード

### 生い立ち
3姉妹の次女(6歳上の姉、妹・松田美由紀がいる)。父親は福岡県、母親は山口県の出身で、上京後に父は一代で洋服の卸業や洋品店の経営して成功し、母もその手伝いをしていた。この洋品店があった高円寺北口商店街にはねじめ正一の実家もあったため、彼とは子供の頃から顔馴染みだった。子供の頃の夏休みは、よく父の実家がある福岡の山の中で過ごしており、田舎暮らしに憧れていた。
小学生の頃はメガネをかけていたことで男子からいじめに遭い、中学からは姉と同じ学校に進学したが周りから“ぶりっ子”と勘違いされたこともあり、あまり馴染めなかった。ある日アメリカの作家、エレナ・ポーターの小説『少女パレアナ』の主人公・パレアナに憧れた。「困難にもめげないパレアナのようになりたい」との思いから、髪型をベリーショートにして言葉遣いも男の子っぽいキャラにして、考え方も明るくポジティブに変えたことが功を奏し、クラスで人気の存在になった。中高生のときは演劇部で活動。
芸能界入りからほどなくして12歳年上のつかに恋愛感情を抱き始め、20歳で結婚したが彼から専業主婦になるよう告げられた。結婚後もつかの作品に出たいと思っていたため、帰って来る彼を待ち続けるにはまだ大人になりきれておらず、徐々に辛くなったという。結局その後母とマネジャーに離婚届を出してもらい、最初の夫婦生活はわずか2年間で離婚した。その後の芸能生活では、渋谷区恵比寿で暮らした。

### 洗脳生活
40歳頃に仲が良かった母をがんで亡くし、数年間立ち直れないほど深い悲しみに襲われた。そんな中、母と同年代の女性A氏と出会った。神がかった技術を持つ彼女に母の面影を見てしまい、「この人と一緒にいたい」と感じるようになり、A氏に心酔するようになった。
40代はテレビで着る洋服はスタイリストではなく、全てA氏が決めたものを着ていた。仕事が終わればすぐに家に帰って、その日の出来事をA氏に報告しなければならず、仕事の打ち上げに出席することも禁止された。A氏から「あなたの根源にある問題は、男性関係だ」と言われ、当時携帯電話に登録されていた知り合いの男性たちの連絡先を削除させられた。当時の所属事務所を辞め、A氏と共に個人事務所を立ち上げて仕事を続けた。そのうちプライベートでは自身の姉妹や女性の友人ともほとんど会わない孤立状態となり、A氏への依存が強くなっていった。
A氏との出会いから約10年が経った頃にとある大きな舞台をやり遂げたが、A氏から「しばらく部屋に籠もって今までのことを反省しなさい」と言われた。このことに違和感を感じたことが、「もう50歳なのに何も決められない人間になっていた」と気づくきっかけとなり、母方の叔母の協力を得てA氏から離れることができた。

### 浜松での暮らし
先述の通り子供の頃から田舎暮らしに憧れており、40歳頃に無農薬野菜などに興味を持ち、自然豊かな場所にセカンドハウスを持ちたいと思うようになった。中沢希水との再婚後、静岡県浜松市に引っ越しているが、移住先に浜松を選んだのは彼の故郷だから。再婚から8年後の2020年に転居したことについて、コロナの緊急事態宣言を機に東京にいる意味を考えるようになり「東京は仕事の場所、浜松は生活の場所と考えたら、それはそれでメリハリのある生活が送れるんじゃないかなと」の思いから引っ越しを決めた。当日は、親交ある女優の田中麗奈が子連れで引っ越し作業を手伝ってくれた。
あまり深く考えずに移住先を浜松に決めたが、住んでみて浜松の良さを知った。しかしその後中沢から突然「別れたい」と告げられて、2021年に離婚。「自宅近所などに友達が何人もできた」と静岡のローカル局出演時に話すなど離婚後も浜松市をとても気に入っていることから、そのまま現地で暮らしている。その後浜松のカフェの社長からの誘いを受け、オープンしたばかりのセレクトショップのスペースの一部を間借りして洋服や雑貨などを扱うバイヤーのような仕事もしている（2024年8月現在）。

### 歌手活動
高校時代に音楽が好きになり、当時は中央線沿いにあったライブハウス「荻窪ロフト」や高円寺の「JIROKICHI」などに入り浸ってライブ鑑賞した。また歌うことも好きになったため自らバンドを組んでボーカルを担当したが、元々ハスキーな自分の声にコンプレックスがあって「歌ったのは失敗だったかな」との思いから、18歳の頃に歌うことを封印。
浜松移住後、近所のライブハウスに東京から知人のミュージシャンがライブをしに来たのを鑑賞。これがきっかけで同店のカラオケで時々歌うようになり、同店店長から「バンドやらない？メンバーは集めるから」と誘われて趣味としてバンド「マミーズ」を結成。ひっそりとライブを開催したところネットニュースで取り上げられ、東京の所属事務所に知られて「勝手に何やってんの」と叱られたが、上記の歌の封印が解けた。上記ライブに客として見に来ていた浜名湖湖畔のリゾートホテルの人からバンドでの出演依頼を受け、後日自身初のディナーショーを開催。バンド活動では、主に昭和歌謡を歌っている。

## 人物
- ねじめ正一は熊谷の母・清子を題材とした小説『熊谷突撃商店』を発表しており、1998年、この題材を原作とした一人舞台で熊谷は母・清子役を演じている。
- 実妹は女優の松田美由紀、義弟は俳優の松田優作、甥は松田龍平・松田翔太 (いずれも優作の長男、次男) 、姪はYoung Juvenile Youthのボーカルでタレントの松田ゆう姫、甥嫁(翔太の妻)はモデルの秋元梢、元甥嫁(龍平の元妻)はモデルの太田莉菜。甥嫁(龍平の現妻)はモーガン茉愛羅。
- 日本リビングビューティー協会のローフードマイスター、日本野菜ソムリエ協会の野菜ソムリエ、米粉マイスター協会の米粉マイスターの各資格を所持[5]。
- 本人の中で、2023年2月時点で「私の人生の第三幕目」と位置づけている。本人によると「1995年の母の死までが第一幕、2012年の再婚からが第二幕、2020年の浜松移住からが第三幕」とのこと[4]。
- 東京に住んでいた頃は「芸能人はプライベートまで全部見られている」という感覚だったが、浜松移住後は「私にも私生活ができた」としてとても喜んでいる[4]。

## 出演

### テレビドラマ
- 土曜ドラマ（NHK総合）
  - 鎌田敏夫シリーズ 十字路 第二部第3話「南国高知編 結婚しない男と結婚しない女」（1978年） - 真弓 役
  - ちゃんぽん食べたか （2015年） - 菊田美枝 役
- 三男三女婿一匹（1978年、TBS） - 広島セン子 役
- 連続テレビ小説（NHK総合）
  - マー姉ちゃん（1979年） - 主演・磯野マリ子 役
  - さくら （2002年） - 沼田みどり 役
- あゝ野麦峠 第1話「桃割れは吹雪をついて」・第2話「母マの飛騨がみえる」（1980年、TBS） - みね 役
- 赤い魂 （1980年、TBS） - 川崎明子 役
- サンキュー先生 （1980年 - 1981年、テレビ朝日） - 石松正子 役
- 先生お・み・ご・と! （1982年、関西テレビ） - 菊本マミ 役
- はじめまして・再婚（1982年、TBS）
- 特捜最前線 第301話「万引き少女の日記!」（1983年、テレビ朝日）
- 銀河テレビ小説（NHK総合）
  - 日の出食堂の青春（1982年）- 美津子 役
  - 青春前後不覚 （1983年）
  - 暗闇のセレナーデ（1985年9月9日 - 10月9日）- 東野美和 役
- 時代劇スペシャル （フジテレビ）
  - 岡っ引どぶ 第4話「謎の凧あげ連続殺人事件」（1983年） - おきん 役
  - 旗本退屈男（1983年） - お銀 役
- 暴れん坊将軍II 第5話「狸に化けた弁天様」（1983年、テレビ朝日） - おりん 役
- 熱帯夜 （1983年、フジテレビ） - マユミ 役
- 土曜ワイド劇場 （テレビ朝日）
  - 松本清張の証言 （1984年）
  - 結婚って何さ殺人事件 （1986年）
  - 国境の女 （1991年）
  - 森村誠一の悪の器（2012年） - 副島節子 役
- 太陽にほえろ! 第661話「マミーが怒った」（1985年、日本テレビ） - 溝口ちさと 役
- 長七郎江戸日記 第108話「裏町恨み唄」（1986年9月30日、日本テレビ）
- 西田敏行の泣いてたまるか 最終話「大当たり・これっきり」（1987年、TBS）
- 新・パパこげてるョ! （1987年 - 1988年、テレビ東京）
- 27才・LOVE気分 （1988年、日本テレビ）
- 恋のパラダイス （1990年、フジテレビ）
- 世にも奇妙な物語 逆転 （1992年、フジテレビ）
- あしたは晴れる （1997年、毎日放送）
- 火曜サスペンス劇場 （日本テレビ）
  - 追跡2 （1997年）
  - 出戻り弁護士 （2002年）
  - 下町・銭湯騒動記（2002年 - 2005年） - 南舞子 役
  - 警部補 佃次郎16・女の賭け（2002年）
  - どうぞ安らかに4（2005年） ‐ 福島里子 役
- 正月ドラマ いい旅 いい夢 いい女（1999年、NHK総合） - 千秋 役
- ふしぎな話「カントリーロード」 （2000年、TBS）
- 渡る世間は鬼ばかり （2002年 - 2008年、TBS）
- 月曜ミステリー劇場 （TBS）
  - 駅前タクシー湯けむり事件案内 （2003年 - 2005年） - 前川千佳子 役
- 女子刑務所東三号棟
- 功名が辻 （2006年、NHK総合） - ふね 役
- マイフェアボーイ （2007年、TBS）
- 水曜シアター9 （テレビ東京）
  - 捜査検事・近松茂道 第9作（2010年）
- この街の命に（2016年） - 倉橋真由美 役
- ドラマ特別企画 / ふつうが一番 —作家・藤沢周平 父の一言—（2016年、TBS） - いずみ 役
- 科捜研の女 Season16（2016年、テレビ朝日） - 安積素子 役
- 日曜ワイド （テレビ朝日）
  - 「鉄道捜査官 第17作」（2017年） - 角田澄江 役
- 平成細雪（2018年） - 丹生夫人 役
- 初恋、ざらり（2023年、テレビ東京） - 岡村靖子 役[20]
- 最高のオバハン中島ハルコ〜マダム・イン・ちょこっとだけバンコク〜 第1話（2025年放送予定、東海テレビ・フジテレビ） - 花守頼子 役[21]
- それでも俺は、妻としたい（2025年1月12日 - 3月30日、テレビ大阪・BSテレビ東京） - 柳田佳子 役[22]

### バラエティ
- なるほど!ザ・ワールド （フジテレビ）
- キスだけじゃイヤッ! （1998年 - 2005年、読売テレビ）
- 2時ワクッ! 火曜日 （2004年 - 2005年、関西テレビ）
- ピンポン! （2006年10月 - 、TBS） - 水曜レギュラー
- おしゃれ工房 （2009年5月 - 、NHK教育） - レギュラー・不定期
- はなまるマーケット （2013年4月 - 2014年3月、TBS） - 毎週木曜日レギュラー
- 趣味Do楽「めざせカラオケ王（キング）!広瀬香美のボーカル・レッスンPART2」（NHK Eテレ、2013年12月・2014年1月期） - 生徒
- プレバト!!（毎日放送） - 不定期出演（生け花・特待生2級）
- ORANGE（2021年3月 - 2022年3月、SBSテレビ） - 毎週月曜日レギュラー

### テレビコマーシャル
- ビトイーンライオン （ライオン）
- ライゾール（小林製薬）
- ディッシュアップ（ハウス食品）共演：木の実ナナ・秋川リサ・森公美子
- パルモ葬祭
- トーカ堂テレビショッピング
- 北海道とれたて！美味いもの市（ウインズウイン）

### 映画
- 俺たちの交響楽 （1979年） - 紺野節子 役[23]
- 思えば遠くへ来たもんだ （1980年） - 清水鹿子 役
- 浮浪雲 （1982年） - お亀 役【声の出演】[24]
- 陽暉楼（1983年） - 茶良助 役
- 愛の陽炎（1986年） - 茂美 役
- 女衒 ZEGEN（1987年） - キノ 役
- 大病人 （1993年） - 小道具係・ミッチャン 役
- ひめゆりの塔 （1995年） - 上原フミ 役
- 愛を乞うひと （1998年） - 王はつ 役
- かわいいひと （1998年） ※ビデオ題「ポッキー坂恋物語 かわいいひと」
- 恋極星 （2009年） - 舟曳弥生 役
- 火天の城 （2009年） - ふき 役
- ロストクライム -閃光- （2010年） - 緒方晴子
- 死刑台のエレベーター （2010年） - 恩田真紀子 役
- パートナーズ （2010年） - 真琴の母 役
- さよならドビュッシー （2013年） - 綴喜みち子 役
- ロバマン （2019年）
- アンダードッグ（2020年） - 新田兼子 役[25]
- 劇場版 それでも俺は、妻としたい（2025年） - 柳田佳子 役[26]
- わたしかもしれない（仮題）（2025年公開予定） - 長沢葉子 役[27][28]

## 舞台
- スプレイ（ウィリアム・マストロシモヌ作、五社英雄演出）西武劇場、1984年
- どん底（ゴーリキー作、佐藤信演出）東横劇場、1985年
- 母二題（田中千禾夫作）紀伊国屋ホール、1985年
- 愛のスクランブル（佐藤五月作、小林裕演出）紀伊国屋ホール、1986年
- ちいさき神の、つくりし子ら（加藤健一事務所）1987年
- ヴァージニア・ウルフなんか怖くない（エドワード・オールビー）パルコ劇場、1988年
- レンド・ミー・ア・テナー（作＝ケン・ラドウィッグ、加藤健一、本多劇場、1990年
- イカれた主婦2（A・M・コリンズ）シアターアプル、1991年
- ラヴ・レターズ（A・R・ガーニー・ジュニア　市村正親　サンケイホール、1991年
- アントニーとクレオパトラ（シェイクスピア）グローブ座、1991年ークレオパトラ役
- 松竹ミュージカル「ブラッドブラザース」(ウィリー・ラッセル）サンシャイン劇場、1992年
- 気になるルイーズ（ジーン・ストーン、レイ・クーニー）博品館劇場、1993年
- 細雪（谷崎潤一郎）近鉄劇場、1993年、妙子役
- 異邦人（斎藤憐）沢田研二=佐野碩　1995年
- サザエさん　東ちづるとダブルキャスト　1995年
- 細雪　東京宝塚劇場、1997年
- AとBの俳優修行『ま』（ベンガル・綾田俊樹作・演出）1997年
- 三ねん坂の裏の坂（ベンガル・綾田俊樹作・演出）シアタートラム、1999年
- ビギン・ザ・ビギン　かわいい森の幽霊（マキノノゾミ）中日劇場、2000年
- 質屋の女（ベンガル・綾田俊樹作・演出）ザ・スズナリ、2001年
- 夢の裂け目（井上ひさし）新国立劇場、2001年
- 天保十二年のシェイクスピア（井上ひさし）赤坂ACTシアター、2002年
- ちょっといいかな、女たち（清水曙美）芸術座、2003年
- 夢の泪（井上ひさし）新国立劇場、2003年
- 林家三平物語（田渕久美子）新宿コマ劇場、2005年
- 女たちの忠臣蔵（田井洋子）2006年
- おんなの家（橋田寿賀子）2007年
- 御いのち（橋田寿賀子）御園座、2008年
- 眉山（さだまさし）中日劇場、2009年
- 夢の裂け目 （2010年、新国立劇場 小劇場）
- 黙阿彌オペラ （2010年、紀伊国屋サザンシアター）
- 女の人さし指 （2011年、三越劇場）
- 棟方志功物語 （2011年7月5日 - 8月14日、明治座）
- アントニーとクレオパトラ （2011年、彩の国さいたま芸術劇場大ホール）
- 女たちの忠臣蔵 （2012年1月明治座　2月新歌舞伎座）
- マンザナ、わが町（2015年10月、こまつ座第113回公演、紀伊國屋ホール） - オトメ天津
- マンザナ、わが町（2018年9月、こまつ座第123回公演、紀伊國屋ホール） - オトメ天津
- 世襲戦隊カゾクマン（2014年、2017年、2019年、2022年[29]）
- 熊谷真実一座 旗揚げ公演「おくまと鉄之助」「煙が目にしみる」（2019年5月、日本香堂ご愛用者様謝恩観劇会）
- こまつ座第140回公演 『雪やこんこん』（2021年12月17日 - 12月26日、紀伊國屋サザンシアターTAKASHIMAYA） - 梅子 役[30]
- プリエールプロデュース『マミィ！』（2024年1月19日 - 21日、亀戸文化センター カメリアホール）[31]

## ラジオドラマ
- ふたりの部屋（NHK-FM）
  - 「拝啓 名探偵殿 パート2」（1980年4月21日 - 5月2日）
  - 「ひとめあなたに…」（1982年12月13日 - 24日） - 圭子 役
- FMシアター （NHK-FM）
  - 「道化の華・心中」（1986年3月8日）
  - 「マイ・スウィート・ベイビィ」（1997年12月20日）[32]
  - 「母ちゃんと王様」（2018年6月9日） - 弥生 役[33]
- カフェテラスのふたり（NHK-FM）
  - 「わたしという男」（1986年12月22日 - 26日）
  - 「キリコのコリクツ」（1987年9月14日 - 25日）
- ラジオ図書館 「香港は路の上」（1990年2月11日、TBSラジオ）
- サウンド夢工房（NHK-FM）
  - 「無印OL物語」（1991年2月25日 - 3月8日）
  - 「家族ってなんや」（1992年2月24日 - 3月6日）
- ドラマスペシャル「極楽蜻蛉一家の贈り物」（1991年9月16日、文化放送）[34]
- ABC創立65周年記念連続ラジオドラマ 「ナデシコですから」（2016年6月27日 - 9月23日、ABCラジオ） - 岡野美由紀 役

## ディスコグラフィ
- グロリア（テレビドラマ「先生お・み・ご・と!」主題歌）（EP盤、1982年、SMSレコード）
- 逃避行（2020年3月4日 徳間ジャパン） - 中丸日向子名義。北見熊の助名義の吉幾三とデュエット。c/wの「香港」は熊谷の単独歌唱。

## 出版

### 著書
- 熊谷真実、共著者28人「「私にあまえないで!」離婚後、実家にもどった私につきつけられた母の言葉」『あの日あの時母の顔―私の母語り』小学館、1996年。ISBN 4093871795。
- 熊谷真実、長川千佳子『青空、ついて来い!』新潮社、1998年。ISBN 4104268011。
- 熊谷真実『熊谷真実のオリジナルビーズノート』双葉社、2002年。ISBN 4575293350。

### 雑誌連載
- 「熊谷真実のホリスティック・ビューティー・ライフ」『veggy』vol.47(2016年7月)より（キラジェンヌ）